# Edouard Van Brandt
Edward Van Brandt, né le 27 mars 1911 et mort le 21 février 1943, est un joueur de football international belge principalement durant les années 1930. Il joue au poste de milieu de terrain.

## Carrière
Edward Van Brandt a 17 ans en 1928 lorsqu'il joue ses premiers matches de football avec Berchem Sport, qui évolue à l'époque en Division d'Honneur, le plus haut niveau national. Au fil des saisons, il devient un joueur important dans l'équipe et inscrit notamment dix buts durant la saison 1931-1932. Ces bonnes performances lui valent d'être appelé à deux reprises en équipe nationale belge durant le mois de juin 1932. La saison suivante est moins bonne et le club termine dernier mais le joueur reste fidèle à ses couleurs et participe activement à la conquête du titre de Division 1 dès la saison suivante, permettant au club de remonter directement parmi l'élite nationale.
En 1935, Edward Van Brandt part s'établir dans la région de Charleroi et rejoint les rangs de l'Olympic, un des deux principaux clubs de la ville qui évolue alors en Promotion, le troisième et dernier niveau national. Grâce à l'apport de l'ancien « Diable Rouge », le club fait la course en tête au coude-à-coude avec le Sporting Charleroi, le club rival. Les deux équipes terminent à égalité au terme du championnat et disputent un match de barrage, que l'Olympic remporte pour accéder à la Division 1 pour la première fois de son histoire. Dès sa première saison, le club remporte haut la main sa série et décroche un second titre consécutif pour atteindre la Division d'Honneur. Le déclenchement de la Seconde Guerre mondiale en 1940 interrompt les compétitions et la carrière d'Edward Van Brandt. Il rejoue encore sporadiquement jusqu'en 1942. Il est tué durant le conflit le 21 février 1943.

## Statistiques
| Saison                | Club                  | Championnat           | Championnat | Championnat | Coupe(s) nationale(s) | Coupe(s) nationale(s) | Total | Total |
| Saison                | Club                  | Division              | M.          | B.          | M.                    | B.                    | M.    | B.    |
| 1928-1929             | Berchem Sport         | Division 1            | -           | -           | 0                     | 0                     | 0     | 0     |
| 1929-1930             | Berchem Sport         | Division 1            | -           | -           | 0                     | 0                     | 0     | 0     |
| 1930-1931             | Berchem Sport         | Division 1            | -           | -           | 0                     | 0                     | 0     | 0     |
| 1931-1932             | Berchem Sport         | Division 1            | 23          | 10          | 0                     | 0                     | 23    | 10    |
| 1932-1933             | Berchem Sport         | Division 1            | -           | -           | 0                     | 0                     | 0     | 0     |
| 1933-1934             | Berchem Sport         | Division 2            | -           | -           | 0                     | 0                     | 0     | 0     |
| 1934-1935             | Berchem Sport         | Division 1            | -           | -           | -                     | -                     | 0     | 0     |
| Sous-total            | Sous-total            | Sous-total            | 23          | 10          | -                     | -                     | 23    | 10    |
| 1935-1936             | Olympic Charleroi     | Division 3            | -           | -           | 0                     | 0                     | 0     | 0     |
| 1936-1937             | Olympic Charleroi     | Division 2            | -           | -           | 0                     | 0                     | 0     | 0     |
| 1937-1938             | Olympic Charleroi     | Division 1            | -           | -           | 0                     | 0                     | 0     | 0     |
| 1938-1939             | Olympic Charleroi     | Division 1            | -           | -           | 0                     | 0                     | 0     | 0     |
| 1941-1942             | Olympic Charleroi     | Division 1            | -           | -           | 0                     | 0                     | 0     | 0     |
| Sous-total            | Sous-total            | Sous-total            | -           | -           | 0                     | 0                     | 0     | 0     |
| Total sur la carrière | Total sur la carrière | Total sur la carrière | 23          | 10          | -                     | -                     | 23    | 10    |

## Palmarès
- 2 fois champion de Belgique de Division 2 en 1934 avec Berchem Sport et en 1937 avec l'Olympic Charleroi
- 1 fois champion de Belgique de Division 3 en 1936 avec l'Olympic Charleroi

## Carrière internationale
Edouard Van Brandt compte deux convocations en équipe nationale belge, pour autant de matches joués. Il dispute son premier match avec les « Diables Rouges » le 5 juin 1932 lors d'un match amical au Danemark. Il joue un second match sept jours plus tard contre la Suède.
Le tableau ci-dessous reprend toutes les sélections d'Edouard Van Brandt. Le score de la Belgique est toujours indiqué en gras.
| Date       | Compétition  | Adversaire | Lieu       | Score | Remarque |
| ---------- | ------------ | ---------- | ---------- | ----- | -------- |
| 05/06/1932 | Match amical | Danemark   | Copenhague | 3-4   |          |
| 12/06/1932 | Match amical | Suède      | Stockholm  | 3-1   |          |